# Язма
Язма (крим. yazma) — страва або напій кримськотатарської кухні, в залежності від способу приготування.
Язма — страва кримськотатарської кухні, холодний суп, що готується на основі катика (кхатикха), популярного молочного напою кримських татар. Кхатикх за смаком нагадує кефір, та відрізняється вершковим смаком та густішою консистенцією.
Язма, як напій, готується через додавання до кхатикха води.

## Язма
Інгредієнти страви:
- 1 літр кхатикху
- 1 свіжий огірок
- 4 зубчики часнику
- 30 грамів свіжого кропу
- сіль за смаком

### Приготування
Огірок натерти на терці та відтиснути зайвий сік. Часник відтиснути через часникодавку або натерти на дрібній терці. Кріп насікти дрібно ножем.
Взяти кхатикх, додати усі інгредієнти та перемішати.
Страву можна подавати одразу або охолодити в холодильнику.